# Paullinia berteroana
Paullinia berteroana är en kinesträdsväxtart som beskrevs av Giovanni Battista Balbis och Dc.. Paullinia berteroana ingår i släktet Paullinia och familjen kinesträdsväxter. Inga underarter finns listade i Catalogue of Life.